# Valastyán Mihály
Valastyán Mihály,  (Nagylak, 1930. április 16. – Győr, 2013. április 10. ) magyar ének- és zenetanár, főiskolai docens, karnagy, rádióbemondó.

## Életpályája
Nagylakon született, 1930. április 16-án. 1949-től a Szegedi Tanárképző Főiskola ének-zene szakos hallgatója volt, dr. Szeghy Endre növendékeként. 1952-ben kapott tanári diplomát. 1965-ben felsőfokú kórusvezetői diplomát szerzett a Népművelési Intézetben. 1955 és 1975 között a győri Tanítóképző Intézet Gyakorló Iskolájában éneket tanított. 1975-től a győri Apáczai Csere János Tanítóképző Főiskola docense volt. 1971-től a Győri Liszt Ferenc Kórus művészeti vezetője, 1991-ig karnagya volt. 1955-től volt a kórus énekese, szólistája. 1958-tól a Magyar Rádió Győri Stúdiójának munkatársa, zenei szerkesztője majd 1971-től bemondója volt. A Győri Rádiónál hangpárja, akivel a leggyakrabban olvasták a régió híreit, Rigó Jánosné bemondó volt. Valastyán Mihály 2013. áprilisában hunyt el, a győr-révfalui temetőben helyezték végső nyugalomra.

## Rádiós munkáiból
- Bemutatjuk legújabb tánclemezeinket — zenei szerkesztő (Győri Rádió)
- Tánczene – levelezőink kívánsága szerint — zenei szerkesztő (Győri Rádió)
- Szív küldi szívnek szívesen — zenei szerkesztő (Győri Rádió)
- Hírek Győr-Sopron és Vas megyéből — bemondó (Győri Rádió)
- Lapszemle a nyugat-dunántúli lapokból — bemondó (Győri Rádió)
- Nyugat-dunántúli krónika — bemondó (Győri Rádió)

## Díjai, elismerései
- Szocialista Kultúráért (1974; 1978)
- Kiváló Munkáért (1978)
- Közművelődési díj (1986)
- Nívódíj (Magyar Rádió, 2003)[6]